# Dean Winters
Dean Winters, född 20 juli 1964 i New York, är en amerikansk skådespelare, främst känd för rollen som internen Ryan O'Reily i TV-serien Oz, där även hans bror Scott William Winters medverkar som Cyril O'Reily.
Dean Winters har även gjort gästroller i Law & Order: Special Victims Unit, Sex and the City, Tredje skiftet, På spaning i New York och CSI: Miami.

## Filmografi i urval
| År        | Titel              | Info     |
| --------- | ------------------ | -------- |
| 1997      | Oz                 | TV-serie |
| 2002      | Hellraiser         |          |
| 2013-2017 | Brooklyn Nine-Nine | TV-serie |
| 2014      | John Wick          |          |
| 2017      | Rough Night        |          |